# Polymixis asphodeli
Polymixis asphodeli är en fjärilsart som beskrevs av Jules Pièrre Rambur 1832. Polymixis asphodeli ingår i släktet Polymixis och familjen nattflyn. Inga underarter finns listade i Catalogue of Life.